# Puy-de-Dôme
Puy-de-Dôme (wymowaⓘ, pɥidˈdoːm) – francuski departament położony w regionie Owernia-Rodan-Alpy. Departament oznaczony jest liczbą 63. Utworzony został podczas rewolucji francuskiej 4 marca 1790. Jego nazwa wywodzi się od wulkanicznego szczytu Puy de Dôme.
Według danych na rok 2010 liczba zamieszkującej departament ludności wynosi 632 311 os. (79 os./km²); powierzchnia departamentu to 7970 km². Ośrodkiem administracyjnym (prefekturą) i największym miastem departamentu jest Clermont-Ferrand. 
W 2023 roku w skład departamentu wchodziły 464 gminy (lista).

## Miejscowości
Największe miejscowości departamentu (w nawiasach liczba ludności w 2021 roku):

- Clermont-Ferrand (147 327)
- Cournon-d’Auvergne (20 193)
- Riom (18 736)
- Chamalières (17 454)
- Issoire (15 014)
- Pont-du-Château (12 459)
- Thiers (11 633)
- Beaumont (10 650)
- Gerzat (10 258)
- Aubière (10 211)
- Cébazat (8946)
- Lempdes (8663)
- Romagnat (7869)
- Ambert (6616)
- Ceyrat (6373)
- Lezoux (6357)
- Châtel-Guyon (6294)
- Le Cendre (5494)
- Vic-le-Comte (5242)
- Billom (4808)
- Volvic (4740)
- Royat (4403)
- Aulnat (4115)
- Courpière (4053)
- Saint-Genès-Champanelle (3883)
- Les Martres-de-Veyre (3863)
- Mozac (3863)
- Blanzat (3762)
- Veyre-Monton (3675)
- Orcines (3566)